# A Trick of the Tail
A Trick of the Tail – album studyjny zespołu Genesis wydany w 1976 roku.
Pierwszy album po odejściu z grupy Petera Gabriela. Sytuacja przy nagrywaniu płyty przypominała tę przy pracach nad poprzednim albumem. Czterech instrumentalistów pracowało samodzielnie nad kompozycjami starannie je nagrywając. W tym samym czasie trwały przesłuchania wokalistów w celu wybrania następcy Gabriela. Jako że proces się przeciągał, Phil Collins – jedyny z grupy posiadający zdolności wokalne – przystąpił do nagrywania ścieżki wokalnej (w celu łatwiejszej synchronizacji z podkładem instrumentalnym). Gdy po przesłuchaniu setek kandydatów nie znaleziono godnego następcy poprzedniego wokalisty, postanowiono wydać płytę ze śpiewem Collinsa. Jego mocny, czysty głos w brzmieniu przypominał Gabriela, był jednak charakterystyczny i łatwo go było odróżnić. Od tego czasu aż do roku 1996 Collins został wokalistą i frontmanem zespołu. Podczas koncertów zespół wspomagał dodatkowy perkusista, początkowo Bill Bruford, a następnie Chester Thompson.

## Utwory
| 1. | Dance on a Volcano (Banks/Collins/Hackett/Rutherford) | 5:53  |
|    |                                                       |       |
| 2. | Entangled (Banks/Hackett)                             | 6:28  |
|    |                                                       |       |
| 3. | Squonk (Banks/Rutherford)                             | 6:27  |
|    |                                                       |       |
| 4. | Mad Man Moon (Banks)                                  | 7:35  |
|    |                                                       |       |
| 5. | Robbery, Assault & Battery (Banks/Collins)            | 6:15  |
|    |                                                       |       |
| 6. | Ripples... (Banks/Collins)*                           | 8:03  |
|    |                                                       |       |
| 7. | A Trick of the Tail (Banks)                           | 4:34  |
|    |                                                       |       |
| 8. | Los Endos (Banks/Collins/Hackett/Rutherford)          | 5:46  |
|    |                                                       |       |
|    |                                                       | 51:01 |
|    |                                                       |       |
- Utwór Ripples w rzeczywistości jest autorstwa Banksa i Rutherforda.

## Twórcy
- Tony Banks – instrumenty klawiszowe
- Phil Collins – śpiew, perkusja
- Steve Hackett – gitara
- Mike Rutherford – gitara, gitara basowa

- Chris Blair – remastering
- Nick Bradford – inżynier
- Nick Davis – remastering
- David Hentschel – producent, inżynier
- Geoff Callingham – remastering
- Colin Elgie – projekt graficzny

## Nagrody i pozycja na listach
- 1976 – 31. na liście Billboard